# Reserva regional de caza Saja

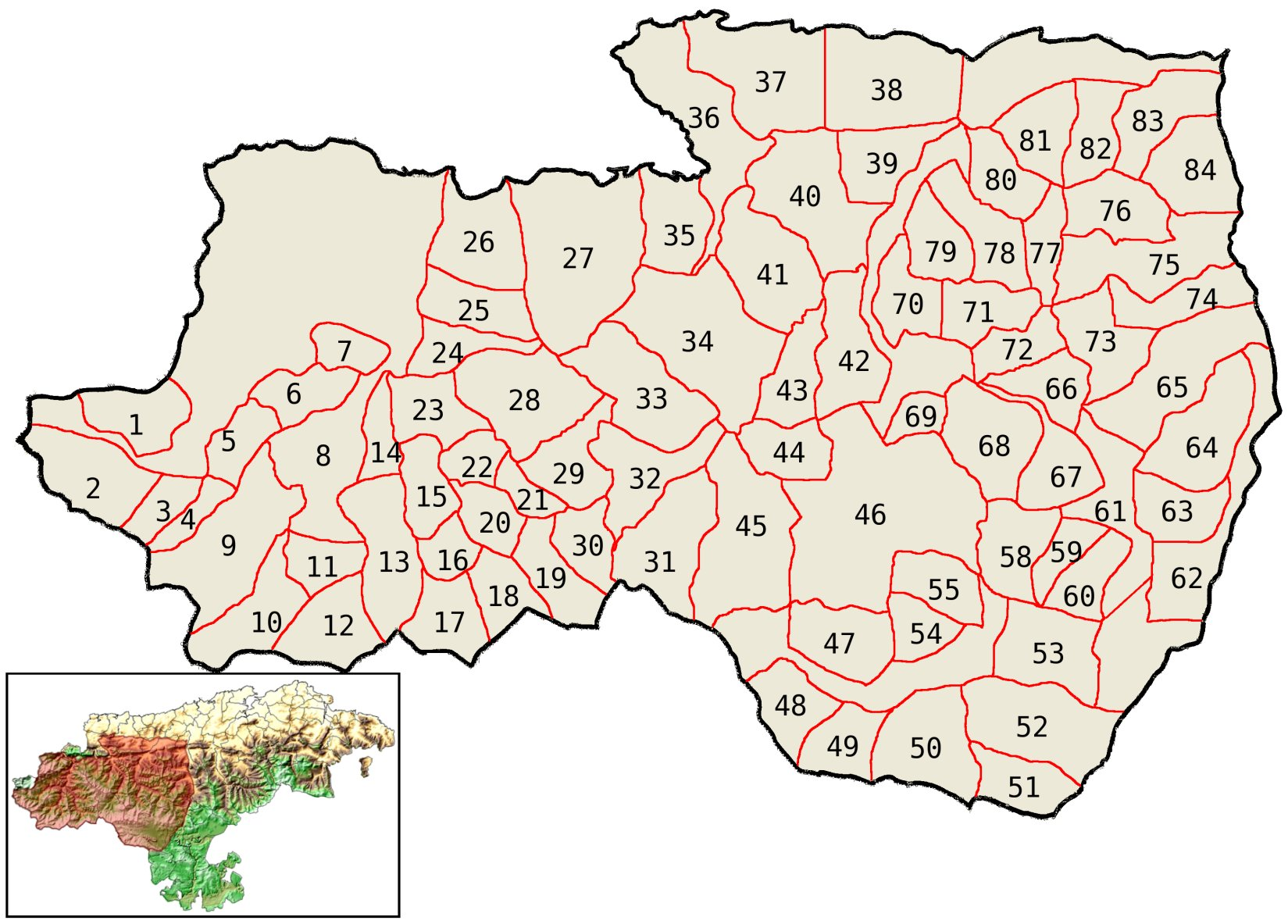
Mapa con los límites de los montes y situación de la reserva.

La reserva regional de caza Saja es una reserva cinegética situada en el tercio occidental de la comunidad autónoma de Cantabria en una región que abarca desde el Río Besaya hasta los Picos de Europa y desde el límite con Palencia hasta la sierra del Escudo de Cabuérniga. Si bien fue creada el 2 de junio de 1966, se pueden encontrar un antecedente en la orden de conservación ministerial del 9 de marzo de 1948. En el 2006 se cambió el nombre original por "Reserva Regional de Caza Saja".
Esta reserva comprende un área de más de 180 000 hectáreas la mayor parte de las cuales corresponde a monte de utilidad pública (124 371 ha) y cubre más de un tercio de la comunidad autónoma Cántabra. De estos datos se extrae que es reserva más grande de España por su extensión. Además mantiene un elevado grado de conservación que ha llevado a proteger más específicamente una amplia extensión de su territorio, así encontramos: los lugares de importancia comunitaria de río Deva, río Saja, río Deva, río Nansa, Sierra del Escudo de Cabuérniga, Valles altos del Nansa y Saja y Alto Campoo, río Camesa; cuatro ZEPA, el parque natural de Saja-Besaya y parte del parque nacional de los Picos de Europa.
Dentro de la reserva, está regulada la caza de un buen número de especies entre las que se encuentran el ciervo, rebeco y corzo en la modalidad de rececho y jabalí, becada y liebre en la caza de montería. También se realizan esporádicamente batidas de lobo.